# Wilhelmsburg (Mecklenburg-Vorpommern)
Wilhelmsburg é um município da Alemanha localizado no distrito de Vorpommern-Greifswald, estado de Mecklemburgo-Pomerânia Ocidental.
Pertence ao Amt de Torgelow-Ferdinandshof.